# Santiago do Cacém
Santiago do Cacém este un oraș în Districtul Setúbal, Portugalia.